# Ma mère l’oye
Ma mère l’oye (deutsch: Mutter Gans, siehe auch: Mother Goose) ist eine Komposition von Maurice Ravel. Sie liegt in verschiedenen Fassungen vor, die zwischen 1908 und 1911 entstanden.

## Geschichte
1908 hatte Ravel für die Kinder einer befreundeten Familie eine Fantasie zum Märchen La belle au bois dormant (Dornröschen) als Klaviermusik zu vier Händen komponiert. Auf Drängen seiner Freunde und seines Verlegers Jacques Durand komponierte er 1910 vier weitere, ebenfalls auf Märchen basierende Stücke, die er zu einem Zyklus unter dem Titel Ma mère l’oye zusammenfasste. Inspiriert wurde Ravel durch Erzählungen aus einer Märchensammlung Charles Perraults aus dem Jahr 1697, die mit dem Untertitel Contes de ma mère l’oye (dt. Geschichten von meiner Mutter, der Gans) versehen war. Weitere Motive entnahm Ravel aus Märchen von Marie-Catherine d’Aulnoy und Jeanne-Marie Leprince de Beaumont. Die ursprünglichen Stücke lauten:
- Pavane de la belle au bois dormant (dt. Pavane von Dornröschen – Charles Perrault)
- Petit poucet (dt. Kleiner Däumling – Charles Perrault)
- Laideronnette, impératrice des pagodes (dt. Laideronnette, die Kaiserin von den Pagoden – Marie-Catherine d’Aulnoy)
- Les entretiens de la belle et de la bête (dt. Die Gespräche der Schönen und des Biests – Jeanne-Marie Leprince de Beaumont)
- Le jardin féerique (dt. Der märchenhafte Garten – ob, und wenn, aus welchem Märchen dieses Motiv entnommen ist, ist unklar, vermutlich hat Ravel diesen thematischen Schluss seines kompositorischen Zyklus selbst erdacht)

Ma mère l’oye wurde am 20. April 1910 in Paris durch Jeanne Leleu und Geneviève Durony uraufgeführt. Nach großem Verkaufs- und Publikumserfolg orchestrierte Ravel die Klaviermusik und schuf eine fünfsätzige Suite, die er ein Jahr später zu einer Ballettmusik mit einem Prélude, einem einleitenden Satz unter dem Titel Danse du rouet et scène und Überleitungen (Interludes) zwischen den Sätzen (Tableaux) ausbaute. Das Ballett wurde am 28. Januar 1911 im Théâtre des Arts in Paris uraufgeführt. Ravel arrangierte seine neu hinzugefügten Sätze (Prélude und Danse du rouet et scène) und die Zwischenspiele aus der orchestralen Balletmusik nicht wieder „zurück“ für Klavier zu 4 Händen, dies erfolgte 1919 durch Lucien Garban für Prélude und Danse du rouet et scène sowie 1991 durch Jacques Chailley für die Zwischenspiele.

## Rezeption
Die in der Klavierfassung vergleichsweise einfach zu meisternden Stücke wurden nicht nur von Hobbypianisten und Zuhörern begeistert aufgenommen, sondern auch von professionellen Pianisten und Musikkritikern, die sich „stets fasziniert von der Tatsache [zeigten], daß von einer solch einfachen, ja geradezu simplen Musik eine derart starke Wirkung ausgeht.“ Theodor W. Adorno schrieb: „Ma Mère l’Oye ist in ihrer Unschuld und Raffinesse Schumanns Kinderszenen, Mussorgskys Kinderstube und Debussys Children’s Corner an die Seite zu stellen.“
Im Deutschlandradio Kultur sagte Björn Gottstein 2012: „‚Kindlich‘ und ‚geistreich‘ sind für Ravels Mutter Gans Schlüsselbegriffe. Einerseits prägt die Einfachheit die musikalische Faktur des gesamten Zyklus. Ravel taucht seine Märchen in eine bizarre Klangwelt von fast überirdischer Schönheit. Mit vielen leeren Intervallen, mit Quarten, Quinten und Oktaven also, und modalen Melodien, die fast mittelalterlich anmuten, evoziert er das Gefühl von Zeitlosigkeit.“ Auch die Orchesterfassungen wurden von Publikum und Kritik gleichermaßen gelobt, werden bis heute häufig aufgeführt und liegen ebenso wie die Klavierversion in zahlreichen Einspielungen namhafter Interpreten vor.